# Run to the Sun
Run to the Sun – drugi singel brytyjskiego duetu Erasure z szóstego albumu studyjnego I Say I Say I Say.

## Lista utworów
7" – Mute 153
- A1.  Run To The Sun
- B1.  Tenderest Moments
- B2.  Run To The Sun – Beatmasters' Intergalactic Mix

Run To The Sun - 12" Sleeve
12" – 12 Mute 153
- Run To The Sun
- Run To The Sun – Beatmasters' Galactic Mix
- Run To The Sun – Amber Solaire
- Run To The Sun – Beatmasters' Outergalactic Mix
- Run To The Sun – The Simon + Diamond Bhangra Remix
- Run To The Sun – Set The Controls For The Heart Of The Sun Mix
- Run To The Sun – The Diss-cuss Mix

Run To The Sun - Cassette Sleeve
Cassette – C Mute 153
- Run To The Sun
- Tenderest Moments
- Run To The Sun – Beatmasters' Intergalactic Mix

Run To The Sun - CD Sleeve	
CD – CD Mute 153
- Run To The Sun
- Tenderest Moments
- Run To The Sun – Beatmasters' Intergalactic Mix

Run To The Sun - LCD Sleeve	
LCD – LCD Mute 153
- Run To The Sun – Beatmasters' Outergalactic Mix
- Run To The Sun – The Simon + Diamond Bhangra Remix
- Run To The Sun – Set The Controls For The Heart Of The Sun Mix
- Run To The Sun – The Diss-cuss Mix